# Луций Корнелий Балб Младши
Вижте пояснителната страница за други личности с името Балб.
Луций Корнелий Балб Млади (на латински: Lucius Cornelius Balbus Minor; * 1 век пр.н.е., Гадес, Иберийски полуостров) e политик на късната Римска република през 1 век пр.н.е.
Произлиза от Гадес (днес Кадис, Испания) от стара влиятелна фамилия. Той става римски гражданин едновременно с чичо си Луций Корнелий Балб Стари (частен секретар на Цезар).
През гражданската война той служи при Гай Юлий Цезар, който му дава да изпълни важни мисии. Той участва във войната в Египет и Испания и за своите постижения е награден с приемането в колегията на Понтифексите. През 43 пр.н.е. той е квестор в Испания, където натрупва голямо богатство чрез ограбване на жителите. Същата година той отива да служи при цар Богуд от Мавретания. През 21 пр.н.е. Август го прави проконсул на Африка, вероятно, заради познанията му на територията.
През 19 пр.н.е. Балб побеждава гарамантите и на 27 март същата година получава Триумфално шествие – първото Триумфално шествие, дадено на някой, който не е римлянин по рождение.
Той строи в Рим един театър, който е открит за представления при завръщането на Август от Галия през 13 пр.н.е., който под името „Crypta Balbi“ днес е в „Museo Nazionale Romano“.
Aвтор е на пиеса за Публий Корнелий Лентул Спинтер в лагера Дирахиум и Εξηγετικά (Exegetica, за боговете).